# Волейбол на Играх островов Индийского океана
Волейбольные турниры Игр островов Индийского океана — соревнования для национальных сборных команд островных государств и территорий бассейна Индийского океана, проводимые в рамках Игр островов Индийского океана. 
Первые подобные Игры прошли в 1979 году. Периодичность проведения неоднократно менялась, а с 2003 установлена раз в четырёхлетие, в предолимпийский год. Волейбол (мужской и женский) неизменно присутствовал в программах всех Игр островов Индийского океана.
В соревнованиях мужских сборных наибольшее количество побед на счету Маврикия — 4. Трижды побеждал Мадагаскар, по два раза — Сейшельские Острова и Реюньон. У женщин 6 раз первенствовали Сейшельские Острова, по два раза — Мадагаскар и Реюньон, один раз — Маврикий.

## Призёры

### Мужчины
| Год  | Место проведения    | Золото              | Серебро             | Бронза              |
| ---- | ------------------- | ------------------- | ------------------- | ------------------- |
| 1979 | Реюньон             | Маврикий            | Реюньон             | Сейшельские Острова |
| 1985 | Маврикий            | Мадагаскар          | Маврикий            | Реюньон             |
| 1990 | Мадагаскар          | Маврикий            | Мадагаскар          | Сейшельские Острова |
| 1993 | Сейшельские Острова | Сейшельские Острова | ?                   | Реюньон             |
| 1998 | Реюньон             | Мадагаскар          | ?                   | ?                   |
| 2003 | Маврикий            | Маврикий            | Мадагаскар          | Реюньон             |
| 2007 | Мадагаскар          | Мадагаскар          | Сейшельские Острова | Реюньон             |
| 2011 | Сейшельские Острова | Сейшельские Острова | Реюньон             | Мадагаскар          |
| 2015 | Реюньон             | Реюньон             | Сейшельские Острова | Маврикий            |
| 2019 | Маврикий            | Маврикий            | Мадагаскар          | Сейшельские Острова |
| 2023 | Мадагаскар          | Реюньон             | Мадагаскар          | Маврикий            |

### Женщины
| Год  | Место проведения    | Золото              | Серебро             | Бронза              |
| ---- | ------------------- | ------------------- | ------------------- | ------------------- |
| 1979 | Реюньон             | Реюньон             | Маврикий            | —                   |
| 1985 | Маврикий            | Мадагаскар          | Маврикий            | Реюньон             |
| 1990 | Мадагаскар          | Мадагаскар          | Маврикий            | Сейшельские Острова |
| 1993 | Сейшельские Острова | Маврикий            | Мадагаскар          | Сейшельские Острова |
| 1998 | Реюньон             | Сейшельские Острова | Реюньон             | ?                   |
| 2003 | Маврикий            | Сейшельские Острова | Мадагаскар          | Маврикий            |
| 2007 | Мадагаскар          | Реюньон             | Сейшельские Острова | Мадагаскар          |
| 2011 | Сейшельские Острова | Сейшельские Острова | Реюньон             | Мадагаскар          |
| 2015 | Реюньон             | Сейшельские Острова | Мадагаскар          | Маврикий            |
| 2019 | Маврикий            | Сейшельские Острова | Мадагаскар          | Маврикий            |
| 2023 | Мадагаскар          | Сейшельские Острова | Мадагаскар          | Маврикий            |